# AA Records
AA Records is een Frans platenlabel waarop jazz en geïmproviseerde muziek uitkomt. Het is het huislabel van de jazzclub 'Le Petit Faucheux' in Tours en ongeveer de helft van de uitgebrachte platen waren dan ook registraties van optredens in de club. Musici en groepen die erop zijn uitgekomen zijn onder meer Eric Watson, String Trio of New York en Mal Waldron, Le Label AA maakt nu deel uit van Les Allumés de Jazz.